# Mark Stephen Harvey
Mark Stephen Harvey (1959) è un aracnologo australiano.

## Biografia
Laureato in Scienze all'Università di Monash nel 1979, ha conseguito un dottorato in Zoologia nel 1983 nel medesimo ateneo, con un lavoro sulla sistematica degli pseudoscorpioni, ordine degli aracnidi. Dalla fine degli anni ottanta è curatore del Dipartimento degli Invertebrati terrestri del Western Australian Museum

## Campo di studi
Si occupa prevalentemente di pseudoscorpioni, ragni (Oonopidae, Tetrablemmidae, Araneidae, Archaeidae), Amblypygi e schizomidi in tutto il territorio australasiano
Cura anche il sito Pseudoscorpions of the world, punto di riferimento internazionale per quest'ordine di aracnidi.

## Alcuni taxa descritti
- Anepsiozomus Harvey, 2001 - genere di schizomidi della famiglia Hubbardiidae
- Anepsiozomus sobrinus Harvey, 2001 - schizomida (Hubbardiidae)
- Apozomus Harvey, 1992 - genere di schizomidi (Hubbardiidae)
- Apozomus cactus Harvey, 1992 - schizomida (Hubbardiidae)
- Apozomus eberhardi Harvey, 2001 - schizomida (Hubbardiidae)
- Attenuizomus Harvey, 2000 - genere di schizomidi (Hubbardiidae)
- Attenuizomus baroalba Harvey, 2000 - schizomida (Hubbardiidae)
- Attenuizomus cuttacutta Harvey, 2000 - schizomida (Hubbardiidae)
- Bamazomus Harvey, 1992 - genere di schizomidi (Hubbardiidae)
- Bamazomus aviculus Harvey, 2001 - schizomida (Hubbardiidae)
- Brignolizomus Harvey, 2000 - genere di schizomidi (Hubbardiidae)
- Brignolizomus nob (Harvey, 1992) - schizomida (Hubbardiidae)
- Brignolizomus walteri Harvey, 2000 - schizomida (Hubbardiidae)
- Cavisternum Baehr, Harvey & Smith, 2010 - genere di ragni della famiglia Oonopidae
- Cavisternum bagleyae Baehr, Harvey & Smith, 2010 - ragno (Oonopidae)
- Cavisternum barthorum Baehr, Harvey & Smith, 2010 - ragno (Oonopidae)
- Cavisternum bertmaini Baehr, Harvey & Smith, 2010 - ragno (Oonopidae)
- Cavisternum carae Baehr, Harvey & Smith, 2010 - ragno (Oonopidae)
- Cavisternum clavatum Baehr, Harvey & Smith, 2010 - ragno (Oonopidae)
- Cavisternum digweedi Baehr, Harvey & Smith, 2010 - ragno (Oonopidae)
- Cavisternum ewani Baehr, Harvey & Smith, 2010 - ragno (Oonopidae)
- Cavisternum foxae Baehr, Harvey & Smith, 2010 - ragno (Oonopidae)
- Cavisternum gatangel Baehr, Harvey & Smith, 2010 - ragno (Oonopidae)
- Draculoides Harvey, 1992 - genere di schizomidi (Hubbardiidae)
- Draculoides bramstokeri Harvey & Humphreys, 1995 - schizomida (Hubbardiidae)
- Enigmazomus Harvey, 2006 - genere di schizomidi (Hubbardiidae)
- Enigmazomus eruptoclausus Harvey, 2006 - schizomida (Hubbardiidae)
- Epiocheirata Harvey, 1992 - sottordine degli pseudoscorpioni
- Geogarypus rhantus Harvey, 1981 - pseudoscorpione (Geogarypidae)
- Grymeus Harvey, 1987 - genere di ragni della famiglia Oonopidae
- Grymeus barbatus Harvey, 1987 - ragno (Oonopidae)
- Iocheirata Harvey, 1992 - sottordine degli pseudoscorpioni
- Julattenius Harvey, 1992 - genere di schizomidi (Hubbardiidae)
- Larcidae Harvey, 1992 - famiglia di pseudoscorpioni
- Mahezomus Harvey, 2001 - genere di schizomidi (Hubbardiidae)
- Mahezomus apicoporus Harvey, 2001 - schizomida (Hubbardiidae)
- Mumaella Harvey, 2002 - genere di solifugi della famiglia Daesiidae
- Notozomus Harvey, 1992 - genere di schizomidi (Hubbardiidae)
- Ovozomus Harvey, 2001 - genere di schizomidi (Hubbardiidae)
- Paradraculoides Harvey, Berry, Edward & Humphreys, 2008 - genere di schizomidi (Hubbardiidae)
- Paradraculoides anachoretus Harvey, Berry, Edward & Humphreys, 2008 - schizomida (Hubbardiidae)
- Parahyidae Harvey, 1992 - famiglia di pseudoscorpioni
- Paratemnoides Harvey, 1991 - pseudoscorpione della famiglia Atemnidae
- Pezidae Harvey, 1990 - famiglia di acari
- Secozomus latipes Harvey, 2001 - schizomida (Hubbardiidae)
- Simonoonops Harvey, 2002 - genere di ragni della famiglia Oonopidae
- Thenmus Harvey in Harvey & Muchmore, 1990 - pseudoscorpione della famiglia Menthidae

## Taxa denominati in suo onore
- Tamopsis harveyi Baehr & Baehr, 1993, ragno (Hersiliidae)
- Cryptoerithus harveyi Platnick & Baehr, 2006, ragno (Prodidomidae)
- Pycnodithella harveyi Kennedy, 1989, pseudoscorpione (Tridenchthoniidae)

## Studi e ricerche principali
Di seguito alcune pubblicazioni :
- Harvey, M.S., 1991 - Notes on the genera Parahya Beier and Stenohya Beier (Pseudoscorpionida: Neobisiidae). Bulletin of the British Arachnological Society, vol.8, pp. 288–292.
- Harvey, 1991 - Catalogue of the Pseudoscorpionida. Manchester University Press, Manchester, pp. 1–726.
- Harvey, M.S., 2000 - From Siam to Rapa Nui - the identity and distribution of Geogarypus longidigitatus (Rainbow) (Pseudoscorpiones: Geogarypidae). Bulletin of the British Arachnological Society, vol.11, pp. 377–384.
- Harvey, 2003 - Catalogue of the smaller arachnid orders of the world: Amblypygi, Uropygi, Schizomida, Palpigradi, Ricinulei and Solifugae. CSIRO Publishing, Melbourne, pp. 1–385.
- Harvey, M.S., 2006 - New species and records of the pseudoscorpion family Menthidae (Pseudoscorpiones). Records of the Western Australian Museum, vol.23, pp. 167–174.
- Harvey, M.S. & Mould, L.G., 2006 - A new troglomorphic species of Austrochthonius (Pseudoscorpiones: Chthoniidae) from Australia, with remarks on Chthonius caecus. Records of the Western Australian Museum, vol.23, pp. 205–211.
- Harvey, M.S. & Edward, K.L., 2007 - A review of the pseudoscorpion genus Ideoblothrus (Pseudoscorpiones, Syarinidae) from western and northern Australia. Journal of Natural History, vol.41, pp. 445–472.
- Harvey, M.S. & Leng, M.C., 2008 - The first troglomorphic pseudoscorpion of the family Olpiidae (Pseudoscorpiones), with remarks on the composition of the family. Records of the Western Australian Museum, vol.24, pp. 387–394.
- Harvey, M.S. & Leng, M.C., 2008 - Further observations on Ideoblothrus (Pseudoscorpiones: Syarinidae) from subterranean environments in Australia. Records of the Western Australian Museum, vol.24, pp. 379–386.
- Harvey, M.S. & Štáhlavský, F., 2010 - A review of the pseudoscorpion genus Oreolpium (Pseudoscorpiones: Garypinidae), with remarks on the composition of the Garypinidae and on pseudoscorpions with bipolar distributions. Journal of Arachnology, vol.38, pp. 294–308.
- Baehr, B.C. & M. Harvey, 2010 - Two new species of the endemic Australian goblin spider genus Cavisternum (Araneae: Oonopidae) from Queensland. Aust. Ent. vol.37, pp. 171–177.
- Baehr, B.C., M.S. Harvey & H.M. Smith, 2010 - The goblin spiders of the new endemic Australian genus Cavisternum (Araneae: Oonopidae). Am. Mus. Novit. n.3684, pp. 1–40.
- Burger, M., M.S. Harvey & N. Stevens, 2010 - A new species of blind subterranean Tetrablemma (Araneae: Tetrablemmidae) from Australia. J. Arachnol. vol.38, pp. 146–149.
- Framenau, V. M., N. Scharff & M. S. Harvey, 2010 - Systematics of the Australian orb-weaving spider genus Demadiana with comments on the generic classification of the Arkyinae (Araneae: Araneidae). Invertebr. Syst. vol.24, pp. 139–171.
- Rix, M.G. & M.S. Harvey, 2010a - The spider family Micropholcommatidae (Arachnida, Araneae, Araneoidea): a relimitation and revision at the generic level. ZooKeys vol.36, pp. 1–321.
- Rix, M.G. & M.S. Harvey, 2010b - The first pararchaeid spider (Araneae: Pararchaeidae) from New Caledonia, with a discussion on spinneret spigots and egg sac morphology in Ozarchaea. Zootaxa n.2414, pp. 27–40.
- Crews, S.C. & M.S. Harvey, 2011 - The spider family Selenopidae (Arachnida, Araneae) in Australasia and the Oriental region. ZooKeys vol.99, pp. 1–103.
- Rix, M.G., and M.S. Harvey, 2011 - Australian assassins, Part I: A review of the assassin spiders (Araneae, Archaeidae) of mid-eastern Australia. ZooKeys vol.123, pp. 1–100.
- Baehr, B.C., M.S. Harvey, M. Burger & M. Thoma, 2012 - The new Australasian goblin spider genus Prethopalpus (Araneae, Oonopidae). Bull. Amer. Mus. nat. Hist. vol.369, pp. 1–113.
- Harvey, F.S.B., V.M. Framenau, J.M. Wojcieszek, M.G. Rix & M.S. Harvey, 2012 - Molecular and morphological characterisation of new species in the trapdoor spider genus Aname (Araneae: Mygalomorphae: Nemesiidae) from the Pilbara bioregion of Western Australia. Zootaxa n.3383, pp. 15–38.
- Gillespie, C.J. Grismado, C.E. Griswold, M.S. Harvey, A. Henrard, G. Hormiga, M.A. Izquierdo, R. Jocqué, Y. Kranz-Baltensperger, C. Kropf, R. Ott, M.J. Ramírez, R.J. Raven, C.A. Rheims, G.R.S. Ruiz, A.J. Santos, A. Saucedo, P. Sierwald, T. Szüts, D. Ubick & X.-P. Wang, (Platnick et al., 2012a) - Tarsal organ morphology and the phylogeny of goblin spiders (Araneae, Oonopidae), with notes on basal genera. Am. Mus. Novit. n.3736, pp. 1–52.
- Rix, M.G. & M.S. Harvey, 2012a - Australian assassins, part II: A review of the new assassin spider genus Zephyrarchaea (Araneae, Archaeidae) from southern Australia. ZooKeys vol.191, pp. 1–62.
- Rix, M.G. & M.S. Harvey, 2012b - Australian assassins, part III: A review of the assassin spiders (Araneae, Archaeidae) of tropical north-eastern Queensland. ZooKeys vol.218, pp. 1–55.